# José Barata-Moura
José Adriano Rodrigues Barata-Moura (Lisboa, 26 de junio de 1948) es un filósofo y cantautor portugués.
A pesar de haber realizado todos sus estudios preuniversitarios en Francia, fue en Portugal donde obtuvo su licenciatura y posterior doctorado en filosofía en los años 1970 y 1980 respectivamente. Ha sido rector de la Universidad de Lisboa entre 1998 y 2006, y profesor de la facultad de letras de esa universidad desde 1986, donde fue también presidente del consejo directivo de 1981 a 1982. Miembro de varias sociedades científicas, fue presidente de la Internationale Gesellschaft für dialektische Philosophie, de 1996 a 2000, miembro de la dirección de la Internationale Gesellschaft Hegel-Marx für dialektisches Denken, desde 2000,  también es miembro del Senat Convent für Europäische Philosophie und Ideengeschichte, desde 1997, y forma parte del Consejo de administración del portal Universia Portugal, desde 2002. Fue elegido miembro de la Academia de las Ciencias de Lisboa, en 2008. 
Tiene varios ensayos publicados, entre ellos Kant e o conceito da Filosofia (1972), Da redução das causas em Aristóteles (1973), Estética da canção política (1977), Ideologia e prática (1978), Episteme - Perspectivas gregas sobre o saber. Heraclito, Platão, Aristóteles (1979), A realização da razão. Um programa hegeliano? (1990), Marx e a crítica da Escola Histórica de Direito (1994), Materialismo e subjectividade (1998) y Estudos de Filosofia Portuguesa (1999).  
Barata-Moura se ha dado a conocer también como cantautor. En 1970 cantó por primera vez en la televisión, el programa Zip-Zip, con la música Ballade du Bidonville, cuya traducción al portugués fue prohibida por la censura. Es popular como compositor de canciones infantiles, y autor de canciones como Joana come a papa, Olha a bola Manel y o Fungágá da Bicharada.  
Es militante del Partido Comunista Portugués.[cita requerida]

## Libros publicados
- Kant e o conceito de Filosofia, Lisboa, Sampedro, 1972.
- Da redução das causas em Aristóteles, Lisboa, FUL, 1973.
- Estética da canção política, Lisboa, Horizonte, 1977.
- Totalidade e contradição, Lisboa, Horizonte, 1977.
- Ideologia e Prática, Lisboa, Caminho, 1978.
- EPISTEME. Perspectivas gregas sobre o saber. Heraclito-Platão-Aristóteles, Lisboa, ed. de autor (distrib. Cosmos), 1979.
- Para uma crítica da "Filosofia dos valores", Lisboa, Horizonte, 1982.
- Da representação à "práxis", Lisboa, Caminho, 1986.
- Ontologias da "práxis", e idealismos, Lisboa, Caminho, 1986.
- A "realização da razão" - um programa hegeliano?, Lisboa, Caminho, 1990.
- Marx e a crítica da "Escola Histórica do Direito", Lisboa, Caminho, 1994.
- Prática, Lisboa, Colibri, 1994.
- Materialismo e subjectividade, Lisboa, Avante, 1998.
- Estudos de Filosofia Portuguesa, Lisboa, Caminho, 1999.
- O Outro Kant, Lisboa, Centro de Filosofía de la Universidad de Lisboa, 2007.
- Estudos sobre a Ontologia de Hegel. Ser, Verdade, Contradição Ediciones «Avante!», Lisboa, 2010.
- Sobre Lénine e a Filosofia. A Reivindicação de uma Ontologia Materialista Dialéctica com Projecto, Ediciones «Avante!», Lisboa, 2010.

## Discografía
(incompleta)
- Vamos Brincar à Caridadezinha, LP, 1977
- Balada do Bidonville, Single
- Olha a Bola Manel, EP
- Fungagá da Bicharada
- A Charanga do Zé
- A Mudança do Macaco Zacarias
- Joana Come a Papa "Colecção de Maravilhas", ediciones Strauss de 1993 - Recopilación con algunas canciones de álbumes anteriores.
- Obra Infantil Completa de José Barata Moura, 4 CD, 2005